# Magia Record: Puella Magi Madoka Magica Gaiden
Magia Record: Puella Magi Madoka Magica Gaiden (マギアレコード 魔法少女まどか☆マギカ外伝 Magia Rekōdo: Mahō Shōjo Madoka Magika Gaiden?), también conocido por su nombre corto MagiReco (マギレコ?), fue un videojuego de rol japonés desarrollado por f4samurai para las plataformas Android e iOS, lanzado por Aniplex en Japón el 22 de agosto de 2017 y en América del Norte el 25 de junio de 2019. El juego es un spin-off de la serie de anime de 2011 Puella Magi Madoka Magica, y presenta a una nueva protagonista llamada Iroha Tamaki, que llega a la ciudad de Kamihama (神浜市 Kamihama-shi?) para buscar a su hermana desaparecida. El juego finalizó el 31 de julio del 2024. 
Una adaptación al manga ilustrada por Fujino Fuji ha sido serializada en la revista Manga Time Kirara Forward desde el 24 de agosto de 2018. También se produjo una adaptación teatral en 2018 y una adaptación al anime producida por Shaft se estrenó el 4 de enero de 2020. Una segunda temporada está programada para el 31 de julio de 2021. La tercera temporada iba a estrenarse a finales de 2021, pero fue retrasada hasta abril de 2022 por problemas de producción.

## Personajes
Kyubey (キュゥべえ Kyūbē?)
 Seiyū: Emiri Katō
Atributo: Vacío

Pequeño Kyubey (小さいキュゥべえ Chīsai Kyūbē?)
 Seiyū: Emiri Katō
Atributo: Oscuridad / Vacío (antes)

### Kamihama Magia Union

#### Mikazuki Villa
Iroha Tamaki (環 いろは Tamaki Iroha?)
 Seiyū: Momo Asakura
Atributo: Luz

Infinite Iroha (インフィニット いろは Infinitto Iroha?)
 Seiyū: Momo Asakura
Atributo: Luz

Yachiyo Nanami (七海 やちよストリアver. Nanami Yachiyo (Historia Ver.)?)
 Seiyū: Sora Amamiya
Atributo: Agua

Yachiyo Nanami (Historia Ver.) (七海 やちよ Nanami Yachiyo?)
 Seiyū: Sora Amamiya
Atributo: Agua

Tsuruno Yui (由比 鶴乃 Yui Tsuruno?)
 Seiyū: Shiina Natsukawa
Atributo: Fuego

Rumor Tsuruno (ウワサの鶴乃 Uwasa no Tsuruno?)
 Seiyū:  Shiina Natsukawa
Atributo: Fuego

Sana Futaba (二葉 さな Futaba Sana?)
 Seiyū: Yui Ogura
Atributo: Bosque

Rumor Sana (ウワサのさな Uwasa no Sana?)
 Seiyū: Yui Ogura (Sana)
 Seiyū: Hitomi Sasaki (Ai)
Atributo: Agua

Felicia Mitsuki (深月 フェリシア Mitsuki Ferishia?)
 Seiyū: Ayane Sakura
Atributo: Oscuridad

Ui Tamaki (環 うい Tamaki Ui?)
 Seiyū: Manaka Iwami
Atributo: Oscuridad

#### Aliadas de Mikazuki Villa
Momoko Togame (十咎 ももこ Togame Momoko?)
 Seiyū: Mikako Komatsu
Atributo: Fuego

Rena Minami (水波 レナ Minami Rena?)
 Seiyū: Kaori Ishihara
Atributo: Agua

Kaede Akino (秋野 かえで Akino Kaede?)
 Seiyū: Ayaka Ōhashi
Atributo: Bosque

Karin Misono (御園 かりん Misono Karin?)
 Seiyū: Hisako Kanemoto
Atributo: Fuego

Kanagi Izumi (和泉 十七夜 Izumi Kanagi?)
 Seiyū: Sayaka Senbongi
Atributo: Luz

Kanagi Izumi (Versión Oscuridad Eterna) (和泉 十七夜 (常闇 ver.)  Izumi Kanagi (Tokoyami Ver.) ?)
 Seiyū: Sayaka Senbongi
Atributo: Oscuridad

Mitama Yakumo (八雲 みたま Yakumo Mitama?)
 Seiyū: Yui Horie
Atributo: Vacío

Mitama Yakumo (Versión Oscuridad Eterna) (八雲 みたま (常闇 ver.) Yakumo Mitama (Tokoyami Ver.)?)
 Seiyū: Yui Horie
Atributo:

Hinano Miyako (都 ひなの Miyako Hinano?)
 Seiyū: Madoka Asahina
Atributo: Bosque

Sakurako Hiiragi / Rumor del Cerezo Eterno ( 柊 桜子 / 万年桜のウワサ Hīragi Sakurako / Man'nenzakura no Uwasa?)
 Seiyū: Minori Suzuki
Atributo: Luz

Kagome Satori (佐鳥かごめ Satori Kagome?)
 Seiyū: Kanon Takao
Atributo: Bosque

Nayuta Satomi (里見 那由他 Satomi Nayuta?)
 Seiyū: Ran Haruka
Atributo: Oscuridad

Mikage Yakumo (八雲 みかげ Yakumo Mikage?)
 Seiyū: Amane Shindō
Atributo: Oscuridad

#### Antiguas Miembros de Mikazuki Villa
Mel Anna (安名 メル Anna Meru?)
 Seiyū: Kanon Takao
Atributo: Bosque

Kanae Yukino (雪野 かなえ Yukino Kanae?)
 Seiyū: Nanako Mori
Atributo: Oscuridad

#### Alas de Magius
Se trata de una organización de chicas mágicas que busca la salvación de todas las chicas mágicas, para ello, ellas protegen a los rumores e intentan juntarlos con las brujas. Operan en la ciudad de Kamihama. Al final del arco 1 la agrupación se disuelve y la mayoría de sus integrantes se unen a Iroha y sus amigas, formando la Unión Mágica de Kamihama.

Magius (マギウス Magiusu?):
Son las tres líderes de la organización. Su objetivo es la salvación de las chicas mágicas y cumplir sus ambiciones.

Touka Satomi (里見 灯花 Satomi Tōka?)
 Seiyū: Rie Kugimiya
Atributo: Fuego

Nemu Hiiragi (柊 ねむ Hīragi Nemu?)
 Seiyū: Sumire Morohoshi
Atributo: Bosque

Alina Gray (アリナ・グレイ Arina Gurei?)
 Seiyū: Ayana Taketatsu
Atributo: Bosque

Holy Alina (ホーリーアリナ Hōrī Arina?)
 Seiyū: Ayana Taketatsu
Atributo: Bosque

Holy Alina (Final.Ver) (ホーリーアリナ (最終形態) Hōrī Arina (saishū keitai)?)
 Seiyū: Ayana Taketatsu
Atributo: Bosque

Plumas Blancas (白羽根 Shirohane?):
Son las segundas al mando y reciben órdenes directas de las Magius. Son las comandantes de las Alas de Magius.

Mifuyu Azusa (梓 みふゆ Azusa Mifuyu?)
 Seiyū: Mai Nakahara
Atributo: Oscuridad

Tsukuyo Amane / Tsukuyo Akatsuki (天音 月夜 / 明槻 月夜 Amane Tsukuyo / Akatsuki Tsukuyo?)
 Seiyū: Maaya Uchida
Atributo: Oscuridad

Tsukasa Amane (天音 月咲 Amane Tsukasa?)
 Seiyū: Aya Uchida
Atributo: Luz

Ryou Midori (観鳥 令 Midori Ryō?)
 Seiyū: Maki Kawase
Atributo: Fuego

Plumas Negras (黒羽根 Kurohane?):
Son los miembros de menor rango y obedecen las órdenes de las Plumas Bancas. La mayoría de ellas, desconocen los propósitos de las líderes.

Ikumi Makino (牧野 郁美 Makino Ikumi?)
 Seiyū: Hina Kino
Atributo: Oscuridad

Shizuku Hozumi (保澄 雫 Hozumi Shizuku?)
 Seiyū: Ayaka Nanase
Atributo: Luz

Kuro / Pluma Negra (prefiero permanecer anónima) (黒 / 黒羽根（匿名希望） Kuro / Kurohane (Tokumei Kibō)?)
Atributo: Oscuridad

### Tribu Tokime
Se trata de una organización de chicas mágicas que provienen de una antiguo clan con raíces al Japón Antiguo, misma que se corrompió desde el periodo Sengoku, siendo tomada por una línea de humanas, las Mikoshibas (神子柴) y sus aprendices las Maibito (舞人), quienes engañaban a las chicas del Clan para hacer un contrato con Kyubey y vendían sus deseos a políticos, empresarios u personajes poderosos de Japón, eso hasta que sus actuales miembros acaban con Lucy, la bruja que Mikoshiba y las Maibato adoraban como una deidad, y retoman el control del Clan. Provienen de la Aldea Tokime (estaba oculto del mundo exterior por estar dentro del territorio de la bruja Lucy ), la Villa Kirimine y otras partes de Japón, y desean continuar con los ideales nobles, nacionalistas y algo aislacionistas de sus ancestras. Buscan obtener el Sistema Doppel para salvar a todas las chicas mágicas de Japón. 
Los miembros comunes visten un kimono verde sin mangas y usan máscaras negras, las de rango intermedio usan un kimono verde con mangas largas color blanco y máscaras blancas.

Cabezas de la Casa (本家 honke?):

Shizuka Tokime (時女 静香 Tokime Shizuka?)
 Seiyū: Shū Uchida
Atributo: Fuego

Chiharu Hiroe (広江 ちはる Hiroe Chiharu?)
 Seiyū: Mayu Sagara
Atributo: Bosque

Sunao Toki (土岐 すなお Toki Sunao?)
 Seiyū: Aguri Ōnishi
Atributo: Agua

Casa Extendida (分家 bunke?):

Ryouko Natsu (南津 涼子 Natsu Ryōko?)
 Seiyū: Yukina Tomatsu
Atributo: Fuego

Chika Aoba (青葉 ちか Aoba Chika?)
 Seiyū: Marina Yamada
Atributo: Bosque

### Promised Blood
Se trata de una organización de chicas mágicas que es el resultado de la unión de 3 pandillas originarias de la Ciudad de Futatsugi (二木市 Futatsugi-shi?). Tras los acontecimientos sucedido en la ciudad de Kamihama, algunas ciudades cercanas empezaron a tener una escasez de brujas, y con ello se dio una escasez de semillas de sufrimiento. Entre estas ciudades esta la Ciudad de Futatsugi, lo cual dio comienzo a luchas territoriales entre varias pandillas de chicas mágicas, quedando al final solo tres pandillas: Torayamachi (虎屋町 Torayamachi?) , Ryuugasaki (竜ケ崎 Ryūgasaki?) y Janomiya (蛇の宮 Janomiya?). Tras una guerra, y con el retorno de las brujas a Futatsugi, las 3 líderes de estas pandillas decidieron hacer las pases y unirse, con un dos propósitos: traer la paz a su ciudad y apoderarse de la ciudad de Kamihama para hacerse con el control del sistema Doppel, sin importar que tengan que matar a las chicas mágicas que viven en ella. Buscan vengar a todas las chicas muertas de su ciudad ya que culpan a las Alas de Magius, a la Unión Magica de Kamihama y a las otras chicas de Kamihama por su sufrimiento.

Las Tres Hermanas (三姉妹 Sanshimai?):
Son las líderes de la organización. Cada una era la líder de su respectiva pandilla (Torayachou, Ryuugasaki y Janomiya) hasta que aliaron sus grupos como Promised Blood. Desean vengarse de las Alas de Magius, la Unión Magica de Kamihama y de otras chicas de la ciudad de Kamihama por el sufrimiento de las chicas de Futatsugi. A Yuna Kureha se le conoce por el apodo "Tigre de Torayamachi", a Juri Ouba con "Dragón de Ryuugasaki" y y Ao Kasane como "Cobra de Janomiya"

Yuna Kureha (紅晴 結菜 Kureha Yuna?)
 Seiyū: Akiho Suzumoto
Atributo: Luz

Juri Ouba (大庭 樹里 Ōba Juri?)
 Seiyū: Kayuki Matsumoto
Atributo: Fuego

Ao Kasane (笠音 アオ Kasane Ao?)
 Seiyū: Satomi Amano
Atributo: Agua

Tenientes (中尉 Chūi?):
Son las manos derechas de las Tres Hijas, siendo su principal integrante "El Caballo de Torayamachi" quien siempre fue leal "al Tigre" y posteriormente le juro su lealtad "al Dragón" y "a la Cobra", al igual que las otras tenientes, a las Tres Hijas una vez que las tres pandillas se unieron en una. Su principal deber es ayudar es infiltrarse en la ciudad de Kamihama para sacar información.

Hikaru Kirari (煌里 ひかる Kirari Hikaru?)
 Seiyū: Fūka Izumi
Atributo: Luz

Ranka Chizu (智珠 らんか Chizu Ranka?)
 Seiyū: Eri Yukimura
Atributo: Fuego

Sakuya Suzuka (鈴鹿 さくや Suzuka Sakuya?)
 Seiyū: Mayu Mineda
Atributo: Bosque

### Neo-Magius
Cuando las Alas de Magius se disolvió, algunas de sus miembros decidieron recrear a la antigua organización y darle un nuevo propósito, diciendo cosas como “Las chicas mágicas deberían estar en la cima del mundo” y que es “El principio de las chicas mágicas”. Fundado por dos ex-plumas negras, ahora es liderado por ellas y una tercera nueva líder que no estaba asociada a las Alas de Magius. Buscan apoderarse del sistema Doppel porque creen que por derecho les pertenece y que deben ser ellas quien expandan el sistema Doppel. También buscan reconocimiento y admiración de personas comunes por protegerlos de las brujas. A su vez quieren restringir el uso del Sistema Doppel a chicas mágicas que piensen como ellas, además de que planean controlar a los humanos. Las miembro de rango bajo visten túnicas cafés con mallas azul cielo y el interior de la túnica también es azul. Las de rango intermedio visten un vestido azul oscuro con botas, palio, guantes y capucha todo en color blanco.

Magius (マギウス Magiusu?):
Son las líderes y fundadoras de esta reagrupación de las Alas de Magius. En un principio eran dos Magius pero ahora son tres ya que las primeras dos líderes no eran tan competentes, llevando a Himena Aika a unirse para ayudar a las otras a ser más seguras. Tomaron el título de Magius de las anteriores líderes cuando estas se rehusaron ha aceptar las invitaciones de unirse y liderar el grupo. Ellas quieren ser quienes expandan el Sistema Doppel por el mundo ya que ese era el objetivo de las Alas de Magius, convirtiéndose con ello en las salvadoras de las chicas mágicas, y por ende en la mejores chicas mágicas.

Himena Aika (藍家 ひめな Aika Himena?)
 Seiyū: Yukina Shutō
Atributo: Agua

Shigure Miyabi (宮尾 時雨 Miyabi Shigure?)
 Seiyū: Akari Kitō
Atributo: Bosque

Hagumu Azumi (安積 はぐむ Azumi Hagumu?)
 Seiyū: Tomoyo Takayanagi
Atributo: Fuego

Plumas Blancas (白羽根 Shirohane?):
Al igual que sucede con las Alas de Magius originales son las segundas al mando y reciben órdenes directas de las Magius. Son las comandantes de las Alas de Magius.
San Kagura (神楽 燦 Kagura San?)
 Seiyū: Fairouz Ai
Atributo: Bosque

Plumas Negras (黒羽根 Kurohane?):
A diferencia de las Alas de Magius originales a pesar de no ser comandantes son más cercanas a las Magius y reciben órdenes directas de estas y las plumas blancas por igual, además de que participan en los planes ya que "las jerarquías en Neo-Magius no existen y estan prohibidas".
Miyuri Yukari (遊狩 ミユリ Yukari Miyuri?)
 Seiyū:  Hikaru Iida
Atributo: Agua

Jun Kazari (飾利 潤 Kazari Jun?)
 Seiyū: Marina Inoue
Atributo: Agua

Mitsune Miwa (三輪 みつね Miwa Mitsune?)
 Seiyū: Inori Minase
Atributo: Luz

### Puella Care
Es un pequeño grupo de chicas mágicas ajustadoras como Mitama Yakumo. Son unas viajeras que ajustan los poderes de otras chicas mágicas por todo Japón y dicen ser neutrales ante conflictos entre grupos de chicas mágicas. Llegaron a Kamihama para fungir como territorio neutro ante una inevitable guerra y para "castigar" a Mitama por romper las reglas de las Ajustadoras, ya que la líder o "Sensei" del grupo es la maestra de Mitama, mientras que las otras dos son sus más recientes "Seito".

Maestra (先生 Sensei?):

Livia Medeiros (リヴィア・メディロス Rivia Medirosu?)
 Seiyū: Honoka Kuroki
Atributo: Vacío

Pupilas (生徒 Seito?):

Yozuru Sasame (篠目 ヨヅル Sasame Yozuru?)
 Seiyū: Kurumi Wakamatsu
Atributo: Vacío

Sudachi Sawa (佐和 月出里 Sawa Sudachi?)
 Seiyū: Asuka Shioiri
Atributo: Vacío

### Folklore of Zero / Folklore of Midnight
Es un misterioso grupo de chicas mágicas provenientes de la Ciudad de Yukuni y cuyo propósito es desconocido, pero se ha mostrado que están en contra de prevenir el trágico destino de las chicas mágicas y el revelar la existencia de estas al público en un grado extremo. Están escondidas en las sombras observando a los otros grupos pelear por el sistema Doppel. Su líder, Lavi, siempre lleva consigo un reloj especial como si fuera la cuenta regresiva hacia un evento o suceso importante, su plan para masacrar a todas las chicas mágicas si "su experimento se cumple" al darse la muerte de cinco chicas mágicas durante el conflicto entre las otras facciones. La mayoría de sus miembros se han infiltrado en otras facciones y espían los movimientos de estas, fomentando el conflicto entre las facciones al generar fricciones entre estas en secreto con la esperanza de poder cumplir su cometido nihilista.
Cabecilla (首謀者 Shubō-sha?):

Lavi Himuro (氷室 ラビ Himuro Rabi?)
 Seiyū:  Maria Sashide
Atributo: Bosque

Lavi Himuro (Versión Sentimiento) (氷室 ラビキモチver. Himuro Rabi Kimochi Ver.?)
 Seiyū:  Maria Sashide
Atributo: Vacío

Espías (スパイ Supai?):
Asahi Miura (三浦 旭 Miura Asahi?)
 Seiyū:  Maiko Irie
Atributo: Oscuridad

Alexandra Kurusu (栗栖 アレクサンドラ Kurusu Arekusandora?)
 Seiyū: Marika Hayase
Atributo: Bosque

Urara Yume (有愛 うらら Yume Urara?)
 Seiyū: Wakana Maruoka
Atributo: Agua

### Chicas Mágicas del Pasado
Mikoto Sena (瀬奈 みこと Sena Mikoto?)
 Seiyū: Kaede Hondo
Atributo: Vacío

Chizuru Banshu (万守 千鶴 Banshu Chizuru?)
 Seiyū: Hina Tachibana
Atributo: Fuego

Tsuyu Mizuna (水名 露 Mizuna Tsuyu?)
 Seiyū: Hina Yōmiya
Atributo: Agua

Ebony (エボニー Ebonī?)
 Seiyū: Tomori Kusunoki
Atributo: Oscuridad

Olga (オルガ Oruga?)
 Seiyū: Chika Anzai
Atributo: Agua

Gunhild (ガンヒルト Ganhiru?)
 Seiyū: Miyu Tomita
Atributo: Fuego

Heruka (ヘルカ Heruka?)
 Seiyū: Shion Wakayama
Atributo: Bosque

Toyo (トヨ Toyo?)
 Seiyū: Misaki Yamada
Atributo: Luz

Amaryllis/Junia (アマリュリ/ユニア Amaryuri/Yunia?)
 Seiyū: Sayumi Suzushiro
Atributo: Vacío

### Personajes Secundarios
Asuka Tatsuki (竜城 明日香 Tatsuki Asuka?)
 Seiyū: Asami Seto
Atributo: Agua

Kanoko Yayoi (矢宵 かのこ Yayoi Kanoko?)
 Seiyū: Ai Kakuma
Atributo: Oscuridad

Natsuki Utsuho (空穂 夏希 Utsuho Natsuki?)
 Seiyū: Mako Morino
Atributo: Agua

Sasara Minagi (美凪 ささら Minagi Sasara?)
 Seiyū: Rie Takahashi
Atributo: Luz

Nanaka Tokiwa (常盤 ななか Tokiwa Nanaka?)
 Seiyū: Mao Ichimichi
Atributo: Agua

Emiri Kisaki (木崎 衣美里 Kisaki Emiri?)
 Seiyū: Akari Kitō
Atributo: Oscuridad

Akira Shinobu (志伸 あきら Shinobu Akira?)
 Seiyū: Tomo Muranaka
Atributo: Agua

Manaka Kurumi (胡桃 まなか Kurumi Manaka?)
 Seiyū: Aya Suzaki
Atributo: Fuego

Kako Natsume (夏目 かこ Natsume Kako?)
 Seiyū: Eri Suzuki
Atributo: Bosque

Meiyui Chun (純 美雨 Chun Meiyui?)
 Seiyū: Asuka Nishi
Atributo: Agua

Ayaka Mariko (毬子 あやか Mariko Ayaka?)
 Seiyū: Ari Ozawa
Atributo: Oscuridad

Masara Kagami (加賀美 まさら Kagami Masara?)
 Seiyū: Shizuka Ishigami
Atributo: Luz

Konomi Haruna (春名 このみ Haruna Konomi?)
 Seiyū: Suzuko Mimori
Atributo: Bosque

Rika Ayano (綾野 梨花 Ayano Rika?)
 Seiyū: Kanae Itō
Atributo: Fuego

Ren Isuzu (五十鈴 れん Isuzu Ren?)
 Seiyū: Yuka Ozaki
Atributo: Oscuridad

Konoha Shizumi (静海 このは Shizumi Konoha?)
 Seiyū: Lynn (actriz de voz)
Atributo: Agua

Hazuki Yusa (遊佐 葉月 Yusa Hazuki?)
 Seiyū: Haruka Yoshimura
Atributo: Luz

Ayame Mikuri (三栗 あやめ Mikuri Ayame?)
 Seiyū: Ibuki Kido
Atributo: Fuego

Aimi Eri (江利 あいみ Eri Aimi?)
 Seiyū: Reina Ueda
Atributo: Fuego

Kokoro Awane (粟根 こころ Awane Kokoro?)
 Seiyū: Reina Kondō
Atributo: Luz

Seika Kumi (桑水 せいか Kumi Seika?)
 Seiyū: Azumi Waki
Atributo: Agua

Leila Ibuki (伊吹 れいら Ibuki Reira?)
 Seiyū: Marika Kōno
Atributo: Fuego

Mito Aino (相野 みと Aino Mito?)
 Seiyū: Maria Naganawa
Atributo: Bosque

Mayu Kozue (梢 麻友 Kozue Mayu?)
 Seiyū: Yūka Aisaka
Atributo: Agua

Himika Mao (眞尾 ひみか Mao Himika?)
 Seiyū: Naomi Ōzora
Atributo: Fuego

Ria Ami (阿見 莉愛 Ami Ria?)
 Seiyū: Rika Tachibana
Atributo: Oscuridad

Riko Chiaki (千秋 理子 Chiaki Riko?)
 Seiyū: Hikaru Akao
Atributo: Luz

Hanna Sarasa (更紗 帆奈 Sarasa Han'na?)
 Seiyū: Miho Okasaki
Atributo: Oscuridad

Sayuki Fumino (史乃 沙優希 Fumino Sayuki?)
 Seiyū: Machico (cantante)
Atributo: Luz

Yukika Nanase (七瀬 ゆきか Nanase Yukika?)
 Seiyū: Tomomi Jiena Sumi
Atributo: Luz

Mikura Komachi (古町 みくら Komachi Mikura?)
 Seiyū: Kana Ichinose
Atributo: Oscuridad

Temari Kira (吉良 てまり Kira Temari?)
 Seiyū: Yukari Anzai
Atributo: Agua

Seira Mihono (三穂野 せいら Mihono Seira?)
 Seiyū: Yūki Kuwahara
Atributo: Fuego

Mouka Megumi (恵 萌花 Megumi Mōka?)
 Seiyū: Yui Fukuo
Atributo: Bosque

Meguru Hibiki (枇々木 めぐる Hibiki Meguru?)
 Seiyū: Yūko Natsuyoshi
Atributo: Fuego

Maria Yuki (由貴 真里愛 Yuki Maria?)
 Seiyū: Rikako Aida
Atributo: Agua

Rui Mizuki (水樹 塁 Mizuki Rui?)
 Seiyū: Mariya Ise
Atributo: Oscuridad

Tsumugi Wakana (若菜 つむぎ Wakana Tsumugi?)
 Seiyū: Sora Tokui
Atributo: Bosque

Hotori Yuzuki (柚希 ほとり Yuzuki Hotori?)
 Seiyū: Minami Tanaka
Atributo: Luz

Rion Yuzuki (柚希 りおん Yuzuki Rion?)
 Seiyū: Chiemi Tanaka
Atributo: Oscuridad

Yuuna Kaharu (香春 ゆうな Kaharu Yūna?)
 Seiyū: Sumire Uesaka
Atributo: Bosque

Ashley Taylor (アシュリー・テイラー Ashurī Teirā?)
 Seiyū: Sally Amaki
Atributo: Oscuridad

Sae Kirino (桐野 紗枝 Kirino Sae?)
 Seiyū: Atsumi Tanezaki
Atributo: Fuego

Hotaru Yura (由良 蛍 Yura Hotaru?)
 Seiyū: Yurie Kozakai
Atributo: Agua

Kushu Irina (入名 クシュ Irina Kushu?)
 Seiyū: Aoi Koga
Atributo: Oscuridad

Akari Mai (真井あかり Mai Akari?)
 Seiyū: Rumi Ōkubo
Atributo: Luz

Mitsuru Inami (伊並満 Inami Mitsuru?)
 Seiyū: Moe Toyota
Atributo: Fuego

Yusa Yumeno (夢乃夕作 Yumeno Yūsa?) / Yu (ユゥ Yū?)
 Seiyū: Kotono Mitsuishi
Atributo: Vacío

Shiyui (思惟 Shiyui?) / Shi (シィ Shii?)
 Seiyū: Mami Koyama
Atributo: Oscuridad

### Chicas Mágicas Originarias del Anime
Kuroe (黒江 Kuroe?)
 Seiyū: Kana Hanazawa
Atributo: Oscuridad
Kuro (くろ Kuro?)
 Seiyū: Yukako Kiuchi
Atributo: Luz

### Chicas Mágicas dePuella Magi Madoka Magica
Madoka Kaname (鹿目 まどか Kaname Madoka?)
 Seiyū: Aoi Yūki
Atributo: Luz

Ultimate Madoka (アルティメットまどか Arutimetto Madoka?)
 Seiyū: Aoi Yūki
Atributo: Luz

Homura Akemi (versión con gafas) (暁美 ほむら（眼鏡ver.） Akemi Homura (Megane ver.)?)
 Seiyū: Chiwa Saitō
Atributo: Oscuridad

Homura Akemi (暁美 ほむら Akemi Homura?)
 Seiyū: Chiwa Saitō
Atributo: Oscuridad

Akuma Homura (悪魔 ほむら Akuma Homura?)
 Seiyū: Chiwa Saitō
Atributo: Oscuridad

Sayaka Miki (美樹 さやか Miki Sayaka?)
 Seiyū: Eri Kitamura
Atributo: Agua

Mami Tomoe (巴 マミ Tomoe Mami?)
 Seiyū: Kaori Mizuhashi
Atributo: Bosque

Holy Mami (ホーリーマミ Hōrī Mami?)
 Seiyū: Kaori Mizuhashi
Atributo: Bosque

Kyouko Sakura (佐倉 杏子 Sakura Kyōko?)
 Seiyū: Ai Nonaka
Atributo: Fuego

Nagisa Momoe (百江 なぎさ Momoe Nagisa?)
 Seiyū: Kana Asumi
Atributo: Oscuridad

Mabayu Aki (愛生まばゆ Aki Mabayu?)
 Seiyū: Saori Hayami
Atributo: Vacío

### Chicas Mágicas de Spinoffs

#### Chicas Mágicas de Puella Magi Oriko Magica
Oriko Mikuni (美国 織莉子 Mikuni Oriko?)
 Seiyū: Saori Hayami
Atributo: Luz

Oriko Mikuni (Versión Final) (美国 織莉子 (ver.Final) Mikuni Oriko (Final Ver.)?)
 Seiyū: Saori Hayami
Atributo: Luz

Kirika Kure (呉 キリカ Kure Kirika?)
 Seiyū: Yuka Iguchi
Atributo: Oscuridad

Yuma Chitose (千歳 ゆま Chitose Yuma?)
 Seiyū: Misaki Kuno
Atributo: Bosque

#### Chicas Mágicas de Puella Magi Kazumi Magica
Kazumi Subaru (昴 かずみ Subaru Kazumi?)
 Seiyū: Sakura Tange
Atributo: Luz

Kazumi (かずみ Kazumi?)
 Seiyū: Sakura Tange
Atributo: Oscuridad

Umika Misaki (御崎 海香 Misaki Umika?)
 Seiyū: Aya Uchida
Atributo: Agua

Kaoru Maki (牧 カオル Maki Kaoru?)
 Seiyū: Azusa Tadokoro
Atributo: Fuego

Saki Asami (浅海 サキ Asami Saki?)

Niko Kanna (神流 ニコ Kanna Niko?)

Michiru Kazusa (和紗 ミチル Kazusa Michiru?)

#### Chicas Mágicas de Puella Magi Tart Magica
Tart / Jeanne d’Arc (Juana de Arco) (ダルク / ジャンヌ・ダルク Taruto / Jan'nu Daruku?)
 Seiyū: Yui Horie
Atributo: Luz

Tart (Versión Final) (ダルク(Ver. Final) Taruto (Final Ver.)?)
 Seiyū: Yui Horie
Atributo: Luz

Liz Hawkwood / Liz Visconti (リズ・ホークウッド/リズ・ヴィスコンティ Rizu Hōkūddo/Rizu Visukonti?)
 Seiyū: Ami Koshimizu
Atributo: Oscuridad

Melissa de Vignolles (メリッサ・ド・ヴィニョル Merissa do Vinyoru?)
 Seiyū: Ai Kakuma
Atributo: Agua

Elisa Celjska (エリザ・ツェリスカ Eriza Tserisuka?)
 Seiyū: Miyuki Sawashiro
Atributo: Fuego

Perenelle Flamel (Perenelle Flamel) (ペレネル・フラメル Pereneru Furameru?)
 Seiyū:  Mamiko Noto
Atributo: Vacío

Minou (ミヌゥ Minū?)
 Seiyū:  Rie Tanaka
Atributo: Luz

Corbeau (コルボー Korubō?)
 Seiyū: Yuka Ōtsubo
Atributo: Oscuridad

Lapine (ラピヌ Rapinu?)
 Seiyū: Shiori Izawa
Atributo: Fuego

Isabeau de Bavière (Isabel de Baviera-Ingolstadt) (イザボー・ド・バヴィエール  Izabō do Baviēru?)
 Seiyū:  Chiaki Takahashi (actriz de voz)
Atributo: Oscuridad

Isabeau de Bavière (Versión Bruja) (Isabel de Baviera-Ingolstadt) (イザボー・ド・バヴィエール (ver. 魔女)  Izabō do Baviēru (Majo Ver.)?)
 Seiyū:  Chiaki Takahashi (actriz de voz)
Atributo: Oscuridad

#### Chicas Mágicas de Puella Magi Suzune Magica
Suzune Amano (天乃 鈴音 Amano Suzune?)
 Seiyū: Yoshino Nanjō
Atributo: Fuego

Matsuri Hinata (日向 茉莉 Hinata Matsuri?)
 Seiyū: Rie Murakawa
Atributo: Bosque

Arisa Narumi (成見 亜里紗 Narumi Arisa?)
 Seiyū: Kana Ueda
Atributo: Oscuridad

Chisato Shion (詩音 千里 Shion Chisato?)
 Seiyū: Nao Tōyama
Atributo: Agua

Haruka Kanade (奏 遥香 Kanade Haruka?)
 Seiyū: Eriko Matsui
Atributo: Luz

Tsubaki Mikoto (美琴 椿 Mikoto Tsubaki?)
 Seiyū: Yōko Hikasa
Atributo: Fuego

Kagari Hinata (日向 華々莉 Hinata Kagari?)

#### Chicas Mágicas de Magia Report
Madoka-senpai (まどか先輩 Madoka-senpai?)
 Seiyū: Aoi Yūki
Atributo: Luz

Ultimate Madoka-senpai (究極まどか先輩 Kyūkyoku Madoka-senpai?)
 Seiyū: Aoi Yūki
Atributo: Luz

Akuma Homura-chan (悪魔 ほむらちゃん Akuma Homura-chan?)
 Seiyū: Chiwa Saitō
Atributo: Oscuridad

Iroha-chan (いろはちゃん Iroha-chan?)
 Seiyū: Momo Asakura
Atributo: Luz

Infinity Iroha-chan (無限大いろはちゃん Bugendai Iroha-chan?)
 Seiyū: Momo Asakura
Atributo: Luz

Felicia-chan (フェリシアちゃん Ferishia-chan?)
 Seiyū: Ayane Sakura
Atributo: Oscuridad

Rena-chan (レナゃん Rena-chan?)
 Seiyū: Kaori Ishihara
Atributo: Agua

### Personajes de Crossovers

#### Monogatari
Hitagi Senjougahara (戦場ヶ原 ひたぎ Senjōgahara Hitagi?)
 Seiyū: Chiwa Saitō
Atributo: Oscuridad

Mayoi Hachikuji (八九寺 真宵 Hachikuji Mayoi?)
 Seiyū: Emiri Katō
Atributo: Agua

Suruga Kanbaru (神原 駿河 Kanbaru Suruga?)
 Seiyū: Miyuki Sawashiro
Atributo: Fuego

Nadeko Sengoku (千石 撫子 Sengoku Nadeko?)
 Seiyū: Kana Hanazawa
Atributo: Bosque

Tsubasa Hanekawa (羽川 翼 Hanekawa Tsubasa?)
 Seiyū: Yui Horie
Atributo: Fuego

Shinobu Oshino / Kiss-Shot Acerola-Orion Heart-Under-Blade (忍野 忍 / キスショット・アセロラオリオン・ハートアンダーブレード Oshino Shinobu / Kisu Shotto Aserora Orion Hāto Andā Burēdo?)
 Seiyū: Maaya Sakamoto
Atributo: Luz

#### Mahō Shōjo Lyrical Nanoha
Nanoha Takamachi (高町 なのは Takamachi Nanoha?)
 Seiyū: Yukari Tamura
Atributo: Fuego

Fate Testarossa Harlaown (フェイト·テスタロッサ·ハラオウン Feito Tesutarossa Haraōn?)
 Seiyū: Nana Mizuki
Atributo: Luz

Hayate Yagami (八神 はやて Yagami Hayate?)
 Seiyū: Kana Ueda
Atributo: Bosque

#### Lycoris Recoil
Chisato Nishikigi (錦木 千束 Nishikigi Chisato?)
 Seiyū: Chika Anzai
Atributo: Luz

Takina Inoue (井ノ上たきな Inoue Takina?)
 Seiyū: Shion Wakayama
Atributo: Oscuridad

## Desarrollo y lanzamiento
El juego se anunció oficialmente en el evento «Madogatari» del 40 aniversario de Shaft en septiembre de 2016. Ume Aoki, la diseñadora de los personajes del anime original, también fue responsable de los diseños de los personajes para el juego, diseñando más de 10 nuevos personajes originales, incluida la protagonista principal Iroha Tamaki. La animación de apertura y las escenas de transformación de chicas mágicas fueron producidas por Shaft. El juego es producido por Yusuke Toyama y Masaki Sato.
Magia Record originalmente estaba programada para ser lanzada en mayo de 2017, sin embargo, se retrasó hasta julio y luego nuevamente hasta su fecha de lanzamiento el 22 de agosto de 2017.
Aniplex of America produjo una versión en inglés que se lanzó en Norteamérica el 25 de junio de 2019. Se realizó una campaña de preinscripción para su lanzamiento, donde se preinscribieron al menos 25,000 personas.
El 28 de agosto de 2020, Aniplex of America anunció a través de las noticias dentro del juego que el mismo cesará todas sus operaciones el 29 de septiembre de 2020.
El 31 de mayo de 2024 se anunció el cierre de los servidores japoneses para el 31 de julio de 2024.

## Otros medios

### Manga
Una adaptación de manga basada en Magia Record ilustrada por Fujino Fuji se ha serializado en la revista Manga Time Kirara Forward desde el 24 de agosto de 2018.

### Obra de teatro
El juego también inspiró una adaptación teatral que se produjo del 24 de agosto al 9 de septiembre de 2018. Los personajes fueron representados por la chica del grupo ídolo japonés Keyakizaka46. El Blu-ray y DVD para la adaptación teatral se lanzó el 27 de febrero de 2019.

### Anime
Una adaptación al anime producida por el estudio Shaft se anunció en septiembre de 2018 y se programó originalmente para su estreno en 2019, pero se retrasó para su estreno en enero de 2020 en MBS, Tokyo MX y otros canales. La serie es dirigida y escrita por Gekidan Inu Curry, con Yukihiro Miyamoto como director asistente, Junichirō Taniguchi como diseñador de personajes y Takumi Ozawa componiendo la música. Akiyuki Shinbo servirá como supervisor de animación. El elenco repetirá sus papeles del juego. TrySail interpreta el tema de apertura de la serie «Gomakashi», mientras que ClariS interpreta el tema de cierre «Alicia/Aletheia». La primera temporada de la serie de anime consta de 13 episodios, con una segunda temporada anunciada al final de su último capítulo.
La segunda temporada está programada para el 31 de julio del 2021. El tema de apertura de esta segunda temporada es "Careless" interpretado por ClariS, mientras que el tema de cierre es "Lapis" interpretado por TrySail.
También se anunció que la tercera y última temporada, titulada "Dawn of a Shallow Dream", originalmente estaba programada para estrenarse a finales de 2021, pero se retrasó hasta abril de 2022 debido a problemas de producción.
El 28 de marzo de 2022, Crunchyroll anunció que la serie recibirá un doblaje en español, que se estrenará el 12 y 19 de mayo.

#### Lista de episodios
A continuación se listan los 13 episodios de la primera temporada.
| #  | Título | Estreno               |
| -- | --- | --------------------- |
| 1  | «¿Lo has oído? Ese Rumor Sobre las Chicas Mágicas» «Yaa, yaa, Shitteru? Mahō Shōjo no Sono Uwasa» (やぁやぁ、知ってる？魔法少女のその噂) | 4 de enero de 2020    |
| 2  | «Es una prueba del Fin de una Amistad» «Sore ga Zekkō Shōmei-sho» (それが絶交証明書)                                                     | 11 de enero de 2020   |
| 3  | «Lamento Haberte Hecho mi Amiga» «Tomodachi ni Shite Gomen ne» (友達にしてごめんね)                                                      | 18 de enero de 2020   |
| 4  | «Este no es el pasado» «Kako ja nai desu» (過去じゃないです)                                                                             | 25 de enero de 2020   |
| 5  | «No hay sitio para ti, ¿sabes?» «Anata ga Wattehairu Sukima nante Nain desu yo?» (あなたが割って入る隙間なんてないんですよ？)            | 1 de febrero de 2020  |
| 6  | «Haré cualquier cosa» «Nandatte Shiteyaru yo» (なんだってしてやるよ)                                                                     | 8 de febrero de 2020  |
| 7  | «Quiero que vayamos a casa juntas» «Issho ni Kaeritai» (一緒に帰りたい)                                                                  | 15 de febrero de 2020 |
| 8  | «Nunca debes responder» «Zettai ni Henshin Shicha Dame yo» (絶対に返信しちゃだめよ)                                                      | 22 de febrero de 2020 |
| 9  | «Un mundo para mí sola» «Watashi Shika Inai Sekai» (私しかいない世界)                                                                    | 29 de febrero de 2020 |
| 10 | «Mi nombre» «Watashi no Namae» (私の名前)                                                                                                | 7 de marzo de 2020    |
| 11 | «A las tres de la tarde, en el Museo Memoria» «Yakusoku wa Gogo-san-ji, Kioku Myūjiamu nite» (約束は午後三時、記憶ミュージアムにて)      | 14 de marzo de 2020   |
| 12 | «¿Por qué soy tan miserable?» «Dōshite Konna ni Mijime nan desu ka» (どうしてこんなにみじめなんですか)                                   | 21 de marzo de 2020   |
| 13 | «Una débil esperanza» «Tatta Hitotsu no Michishirube» (たったひとつの道しるべ)                                                           | 28 de marzo de 2020   |

A continuación se listan los 8 episodios de la segunda temporada.
| #  | Título | Estreno                  |
| -- | --- | ------------------------ |
| 14 | «Sentí que todas podríamos ser chicas mágicas» «Minna de Nara Mahō Shōjo ni Nareru Ki ga Shita no» (みんなでなら魔法少女になれる気がしたの) | 31 de julio de 2021      |
| 15 | «No es como tú en absoluto» «Anata to wa Sukoshimo Nite Nanka nai» (あなたとは少しも似てなんかない)                                         | 8 de agosto de 2021      |
| 16 | «Había demasiado que cargar» «Mochikirenai Hodo Atta Desho» (持ちきれないほどあったでしょ)                                                  | 15 de agosto de 2021     |
| 17 | «¿Estas de acuerdo con eso?» «Omae wa sore de ī no ka yo?» (お前はそれでいいのかよ?)                                                        | 22 de agosto de 2021     |
| 18 | «No perdonaremos más» «Mō Dare mo Yurusanai» (もう誰も許さない)                                                                             | 29 de agosto de 2021     |
| 19 | «Es algo que solo yo puedo hacer» «Watashi ni Shika Dekinai Koto Desu» (私にしかできないことです)                                           | 5 de septiembre de 2021  |
| 20 | «No se nada» «Nani mo shiranai janai» (何も知らないじゃない)                                                                                | 12 de septiembre de 2021 |
| 21 | «No eres fuerte» «Tsuyoku Nanka nē Daro» (強くなんかねーだろ)                                                                               | 26 de septiembre de 2021 |

A continuación se listan los 4 episodios de la tercera temporada.
| #  | Título | Estreno            |
| -- | --- | ------------------ |
| 22 | «Nosotras Fallamos» «Bokutachi wa shippaishita» (僕たちは失敗した)                                                                                      | 3 de abril de 2022 |
| 23 | «Las Chicas que Pronto Desaparecerán» «Yagate kie yuku shōjo-tachi yo» (やがて消えゆく少女たちよ)                                                       | 3 de abril de 2022 |
| 24 | «¿Cuánto Tiempo Tengo que Seguir siendo una Chica Mágica?» «Itsu made mahō shōjo o tsudzukenakya ikenai no?» (いつまで魔法少女を続けなきゃいけないの？) | 3 de abril de 2022 |
| 25 | «Nadie Sabe de Nuestro Registro» «Daremoshiranai, watashitachi no kiroku» (誰も知らない、私たちの記録)                                                  | 3 de abril de 2022 |

## Recepción
A pesar de cierto éxito comercial, la primera temporada (episodio 1-13) de la serie de televisión de anime Magia Record fue mal evaluada durante su estreno, y fue calificada como una de las obras más fallidas del estudio Shaft. Hay muchas críticas sobre la pintura, el guion gráfico, el ritmo narrativo y la caracterización, y la calidad de cada episodio capítulo es significativamente diferente. Desde el principio hasta el final de la transmisión, la clasificación aclamada por la crítica en Anikore cayó bruscamente del 6 al 17 en la categoría de invierno 2020. Puntaje de MyAnimeList cayó a 6,78 desde 7,68, que es el 15 desde la parte inferior de los trabajos anteriores de 131 Shaft. Además, el puntaje de Douban cayó de 8.9 a 7.8 puntos, y el puntaje de Bangumi cayó de 7.6 a 7.0 puntos.